# Eurybia mirabilis
Eurybia mirabilis е вид тревисто многогодишно растение от семейство Сложноцветни (Asteraceae).

## Разпространение
Видът е ендемичен за долните части на Пиемонт в Северна и Южна Каролина в югоизточната част на САЩ.